# رجب رحمانی
رجب رحمانی (زاده ۱۸ اسفند ۱۳۳۱ در تاکستان-قزوین) نماینده ادوار چهارم و پنجم و ششم و هفتم و نهم و یازدهم مجلس شورای اسلامی از حوزه انتخابیه شهرستان تاکستان بود.

## زندگی
رجب رحمانی‌ متولد ۱۳۳۱ خورشیدی در تاکستان است.‌‌ او دارای مدرک مهندسی کشاورزی از دانشگاه تهران در سال ۱۳۵۸ و دارای مدرک کارشناسی ارشد در رشته‌های حقوق خصوصی و مدیریت آموزشی از دانشگاه آزاد تهران مرکزی می‌باشد. همچنین در دوران نمایندگی مجلس عضو کمیسیون‌های آموزش و پرورش، اداری و استخدامی و اصل نود بوده‌است و در دوره‌های هفتم و نهم و یازدهم نیز در کمیسیون برنامه، بودجه و محاسبات مجلس عضویت داشته‌است. رحمانی در دهه ۶۰ رئیس اداره آموزش و پرورش و فرماندار شهرستان تاکستان و معاون اداره کل تدارکات و خدمات وزارت آموزش و پرورش بوده و در سال‌های ۱۳۸۷ تا ۱۳۹۱ به عنوان مستشار دیوان محاسبات کل کشور فعالیت داشته است.‌ او مدیرمسئول اعتماد ملی است و بابت نشر اکاذیب در این روزنامه،‌ متهم و محاکمه شد.
رحمانی یکی از نمایندگان با بیشترین دوره حضور (شش دوره) در مجلس شورای اسلامی ایران می‌باشد.‌ او سابقه نمایندگی مردم در دوره های چهارم، پنجم، ششم، هفتم و نهم را داشته است.‌ او تا سال ۱۴۰۳، در ۱۲ دوره از مجلس نامزد شد که در همه آنها تایید صلاحیت شده است.

## رد صلاحیت
رحمانی در مجلس دوازدهم، کاندید شد اما توسط شورای نگهبان،‌ رد صلاحیت شد. او در حالی رد صلاحیت شد که همچنان تصدی نمایندگی مجلس را در مجلس یازدهم داشت. بر اساس سخنان خود او در صحن مجلس، او به خاطر سوءاستفاده‌های شخصی و خانوادگی، رد صلاحیت شده بود؛ هرچند خود او منکر این اتهامات بود.
او در یک سخنرانی، اتهامات وارد شده به او برای رد صلاحیتش را «زمین‌خواری، فسق و فجور» گزارش می‌کند.‌ برخی دیگر از رسانه‌ها نیز ورود او به فساد چای دبش و افشای آن را بی‌ارتباط با رد صلاحیت او نمی‌دانند. بر‌اساس‌ مستندی که علیه او منتشر شده و با توجه به اسناد منتشر شده در آن مستند،‌ او به خاطر مخدوش بودن مدرک تحصیلی، عضویت در حزب رستاخیز قزوین و سوء استفاده از موقعیت شغلی در استخدام اقوام در دانشگاه در انتخابات مجلس دوازدهم رد صلاحیت شده است.

## حاشیه

### درگیری با استاندار قزوین
در تیرماه ۱۴۰۲، فیلمی از درگیری و ناراحتی رحمانی از استانداری قزوین، در سفر سید عزت‌الله ضرغامی به استان قزوین منتشر شد. در این فیلم رحمانی از دادن دست به استاندار اعلایی با وجود وساطت ضرغامی امتناع می کند و استاندار را «نامرد» خطاب می‌کند. کمی بعد از آن،‌ خبرنگار ایلنا در قزوین، مصاحبه‌ای با رحمانی منتشر کرد که منجر به بازداشت خبرنگار به اتهام نشر اکاذیب شد.‌ این خبرنگار در نهایت به ۲ سال حبس محکوم شد.‌ خبرگزاری‌های منسوب به جمهوری اسلامی ارتباط بین این محکومیت و آن مصاحبه را رد کردند.‌ درگیری با استاندار قزوین و او ادامه‌دار بود تا آنکه در دی ماه وی مدعی تغییر کاربری ۱۸۹ هکتاری زمین‌های این استان توسط استانداری شد. این ادعا بدون سند،‌ سبب واکنش استانداری شد.

### فساد خانواده
برخی رسانه ها از فساد خانواده او شامل پسر و دخترش سخن گفتند. خود رحمانی اما تمام این موارد را شایعه پراکنی برای تخریب خود در پیروزی در انتخابات می‌دانست.‌ وحید اشتری،‌ فعال رسانه‌ای مدعی شد که در سال ۱۴۰۰، گروهی از جمله برادرزاده رجب رحمانی، یکی از منتقدان او را ربوده و مورد ضرب و شتم قرار داده‌اند و در نهایت در بیابان به صورت عریان رها شده است.

## سوابق و مسئولیت‌ها
- عضو کمیسیون برنامه و بودجه و محاسبات: دوره نخست مجلس شورای اسلامی
- سخنگوی‌‌‌ کمیسون‌ مبارزه با فساد در مجلس یازدهم[۱۶]
- فرماندار شهرستان تاکستان (۱۳۶۱–۱۳۶۰)
- رئیس آموزش و پرورش شهرستان تاکستان (۱۳۶۷–۱۳۶۵)
- معاون اداره کل تدارکات و خدمات وزارت آموزش و پرورش(۱۳۷۱-۱۳۶۸)[۵]
- مستشار عالی دیوان محاسبات کشور(۱۳۹۱-۱۳۸۷)[۵]